# Joop van Daele
Johannes Cornelis (Joop) van Daele (Rotterdam, 14 augustus 1947 – 7 mei 2025) was een Nederlands voetballer, die tussen 1967 en 1977 voor Feyenoord en tussen 1977 en 1980 voor Fortuna Sittard speelde en waar hij vaak als pinchhitter werd ingezet. In de return om de wereldbeker tegen Estudiantes de La Plata in 1970, de wedstrijd in Rotterdam-Zuid, maakte hij het enige doelpunt.

## Spelerscarrière
Van Daele speelde aanvankelijk voor Overmaas en werd op 13-jarige leeftijd lid van Feyenoord. Hij speelde als midvoor in het jeugdteam van Feyenoord en maakte op 31 mei 1964 het beslissende doelpunt tegen het jeugdteam van Tottenham Hotspur. In het tweede elftal van Feyenoord was hij vaak centrale verdediger. Begin juli 1967 liet hij zich op de transferlijst zetten, hij moest toen ƒ 90.000,- kosten. SVV had interesse, maar vond de vraagprijs te hoog, en een poging Van Daele te lenen had geen succes. Van Daele bleef bij Feyenoord spelen en tekende op 10 juni 1970 een contract voor twee jaar als profvoetballer zodat hij zijn baan als loketbeambte bij de PTT kon opzeggen.
Bij de aanvang van het seizoen 1970/71 had trainer Ernst Happel lovende woorden over hem: "Joop van Daele kan ik overal voor inzetten. Voor mij is hij de grote verrassing geweest aan het eind van de vorige competitie." Van Daele stond echter niet in de basisopstelling van Feyenoord, maar werd als invaller gebruikt.
Van Daele speelde nooit voor het Nederlands voetbalelftal. Hij behoorde wel tot de voorselectie voor het wereldkampioenschap voetbal 1974 maar viel af.

### Statistieken
| Seizoen         | Club              | Competitie      | Competitie | Competitie | Beker | Beker | Internationaal | Internationaal | Overig | Overig | Totaal | Totaal |
| Seizoen         | Club              | Competitie      | Wed.       | Dlp.       | Wed.  | Dlp.  | Wed.           | Dlp.           | Wed.   | Dlp.   | Wed.   | Dlp.   |
| --------------- | ----------------- | --------------- | ---------- | ---------- | ----- | ----- | -------------- | -------------- | ------ | ------ | ------ | ------ |
| 1967/68         | Feijenoord        | Eredivisie      | 1          | 0          | 0     | 0     | –              | –              | –      | –      | 1      | 0      |
| 1968/69         | Feijenoord        | Eredivisie      | 0          | 0          | 0     | 0     | –              | –              | –      | –      | 0      | 0      |
| 1969/70         | Feijenoord        | Eredivisie      | 5          | 2          | 0     | 0     | –              | –              | –      | –      | 5      | 2      |
| 1970/71         | Feijenoord        | Eredivisie      | 15         | 2          | 3     | 1     | 2              | 0              | 1      | 1      | 21     | 4      |
| 1971/72         | Feyenoord         | Eredivisie      | 2          | 1          | 1     | 0     | –              | –              | –      | –      | 3      | 1      |
| 1972/73         | Feyenoord         | Eredivisie      | 16         | 1          | 2     | 0     | 3              | 0              | –      | –      | 21     | 1      |
| 1973/74         | Feyenoord         | Eredivisie      | 29         | 0          | 3     | 1     | 12             | 0              | –      | –      | 44     | 1      |
| 1974/75         | Feyenoord         | Eredivisie      | 24         | 0          | 1     | 0     | 1              | 0              | –      | –      | 26     | 0      |
| 1975/76         | Feyenoord         | Eredivisie      | 8          | 0          | 0     | 0     | 2              | 0              | –      | –      | 10     | 0      |
| 1975/76         | → Go Ahead Eagles | Eredivisie      | 9          | 1          | –     | –     | –              | –              | –      | –      | 9      | 1      |
| 1976/77         | Feyenoord         | Eredivisie      | 21         | 0          | 0     | 0     | 3              | 0              | –      | –      | 24     | 0      |
| 1977/78         | Fortuna SC        | Eerste divisie  | 35         | 3          | 2     | 0     | –              | –              | –      | –      | 37     | 3      |
| 1978/79         | Fortuna SC        | Eerste divisie  | 36         | 0          | 5     | 0     | –              | –              | 6      | 0      | 47     | 0      |
| 1979/80         | Fortuna Sittard   | Eerste divisie  | 31         | 1          | 2     | 0     | –              | –              | –      | –      | 33     | 1      |
| 1980/81         | Excelsior         | Eredivisie      | 28         | 5          | 1     | 0     | –              | –              | –      | –      | 29     | 5      |
| Carrière totaal | Carrière totaal   | Carrière totaal | 260        | 16         | 20    | 2     | 23             | 0              | 7      | 1      | 310    | 19     |

## Strijd om de wereldbeker

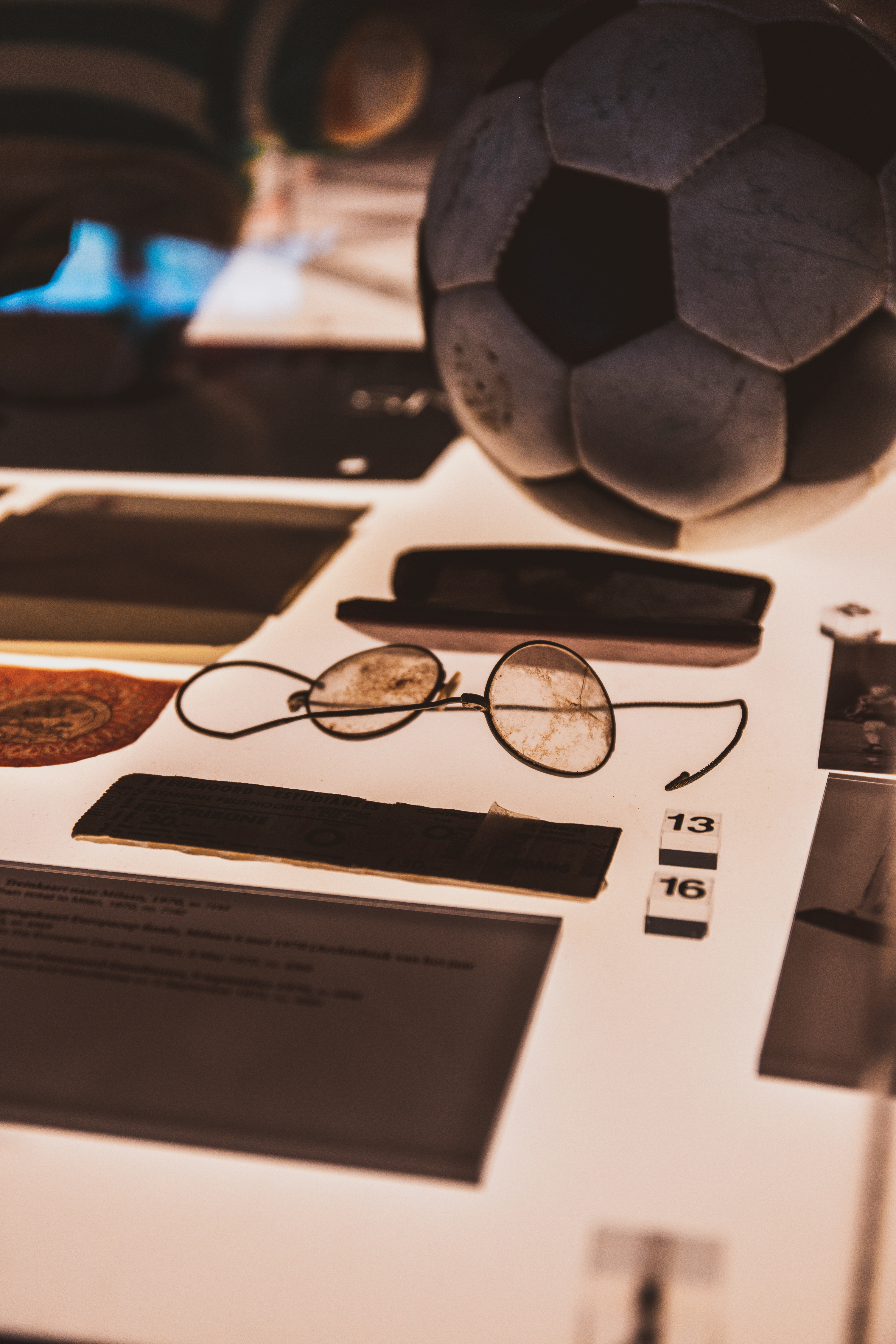
Het befaamde vernielde brilletje van Van Daele, tentoongesteld in het museum in De Kuip

Zijn bijzondere plaats in de voetbalgeschiedenis dankt Van Daele aan zijn doelpunt in de tweede wedstrijd van de strijd om de wereldbeker voor clubteams in 1970 tegen Estudiantes de La Plata. Nadat de wedstrijd in Buenos Aires in 2–2 was geëindigd, maakte Van Daele (invaller voor Coen Moulijn) op 9 september 1970 in Rotterdam met een hard en laag schot het beslissende doelpunt voor Feyenoord (1–0). Tijdens de vreugdedans daarna werd zijn ziekenfondsbril afgerukt door de Argentijn Oscar Malbernat. Die gaf hem aan zijn ploeggenoot Carlos Pachamé, die hem op de grond platstampte. De Argentijnen beweerden na afloop van de wedstrijd dat ze Van Daele zijn bril hadden afgerukt omdat hij door die bril een gevaar op het veld was; in Zuid-Amerika zou het om die reden verboden zijn te voetballen met een bril op.
Tegen het tijdschrift Hard Gras zei Pachamé in 2005 over Van Daele: "Die kerel zette zijn bril op als ze in de aanval waren en weer af als ze gingen verdedigen. Maar het was duidelijk tegen de regels, dus een van ons pakte hem zijn bril af en toen ging die stuk."
En zijn medespeler Juan Ramon Verón: "Zijn bril viel af. Misschien stapte een van ons er per ongeluk op."
Het brilletje werd het symbool van de wedstrijd, en werd bezongen door Johnny Hoes (Waar is de bril van Van Daele), en door Luc Lutz in het door Toon Hermans geschreven Het brilletje van Van Daele. Het brilletje is te zien in het Feyenoord-museum.
Van Daele speelde vanaf 1972 met contactlenzen in.

## Trainerscarrière
Naast zijn loopbaan als voetballer werd Van Daele in 1978 assistent-trainer bij Fortuna Sittard onder Joop Castenmiller. Na twee seizoenen maakte hij de overstap naar Excelsior, de club waar hij zijn loopbaan als voetballer eindigde. Van 1980 tot 1982 was hij assistent onder Hans Dorjee en vervolgens een seizoen onder Rob Jacobs. Na een half seizoen als assistent bij DS '79, wederom onder Dorjee, werd hij in januari 1984 hoofdtrainer van amateurclub VV Papendrecht. In 1988 werd Van Daele hoofdtrainer van Excelsior in de Eerste divisie. In het seizoen 1988/89 werd hij met de club derde maar was in de nacompetitie kansloos voor promotie. In het seizoen 1989/90 liep het minder. In de winterstop van het seizoen 1989/90 moest hij zich vanwege een heupoperatie laten vervangen door zijn assistent Martin van der Kooij. In april 1990 werd hij, nadat een stemming in de spelersgroep negatief over hem oordeelde, ontslagen bij Excelsior. Onder Van der Kooij eindigde Excelsior uiteindelijk als veertiende. Vanaf het seizoen 1990/91 trainde hij Neptunus in de Eerste klasse. Van 1992 tot 1994 trainde Van Daele wederom Papendrecht. Later zou hij ook nog kort het zaterdagteam van Papendrecht trainen.

## Persoonlijk
Na zijn profcarrière was hij werkzaam als planner bij reclamebedrijf Esbi, tevens sponsor van VV Papendrecht. Van Daele was gehuwd en kreeg een zoon en een dochter.  Joop van Daele overleed op 7 mei 2025 op 77-jarige leeftijd.

## Erelijst
Als speler
| Competitie                 |           |                           |           |           |
| Competitie                 | Aantal    | Jaren                     |           |           |
| Feyenoord                  | Feyenoord | Feyenoord                 | Feyenoord | Feyenoord |
| -------------------------- | --------- | ------------------------- | --------- | --------- |
| Mondiaal                   |           |                           |           |           |
| Wereldbeker voor clubteams | 1x        | 1970                      |           |           |
| Internationaal             |           |                           |           |           |
| Europacup I                | 1x        | 1969/70                   |           |           |
| UEFA Cup                   | 1x        | 1973/74                   |           |           |
| Intertoto Cup              | 2x        | 1968, 1973                |           |           |
| Nationaal                  |           |                           |           |           |
| Eredivisie                 | 3x        | 1968/69, 1970/71, 1973/74 |           |           |
| KNVB beker                 | 1x        | 1968/69                   |           |           |

Als trainer
| Districtsbeker West-II | 1x | 1984/85 |